# Fuelle (cámara fotográfica)

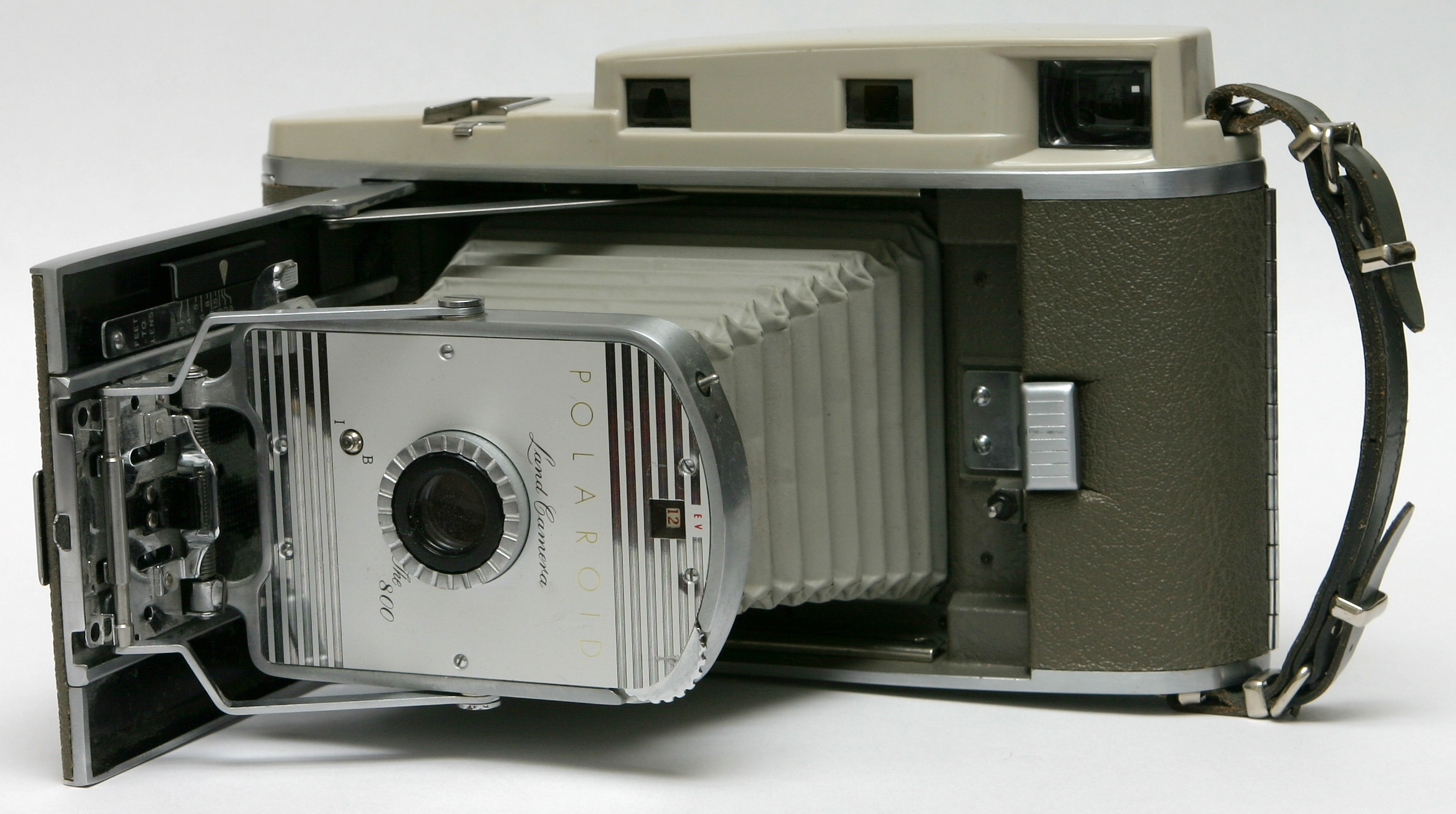
Cámara fotográfica Polaroid con el fuelle extendido para una toma cercana.

En la fotografía, un fuelle es un accesorio plegable o expandible que se usa en las cámaras fotográficas de gran y mediano formato para permitir el movimiento de los objetivos respecto del plano focal para un enfoque adecuado.
Los fuelles ofrecen un espacio cerrado y oscuro flexible (cámara oscura) entre la placa o película fotográfica y el objetivo, y en algunas cámaras es posible cambiar el ángulo de enfoque de la película o placa con respecto del eje óptico del objetivo, previendo alteraciones o distorsiones de perspectiva y de foco.
Hay dos tipos de fuelles de cámara:
- un fuelle de bolsa, usado habitualmente en cámaras con objetivos de poca distancia focal;
- un fuelle de acordeón, que tiene un mayor rango de extensión.